# Escatawpa
Escatawpa ist eine Siedlung im Jackson County des US–Bundesstaates Mississippi. Das U.S. Census Bureau hat bei der Volkszählung 2020 eine Einwohnerzahl von 3254  auf einer Stadtfläche von 17,0 km² ermittelt. 
Mehrere Mitglieder der Rockband 3 Doors Down sind in Escatawpa aufgewachsen.
Der Name Escatawpa kommt aus der Sprache der Choctaw. Henry Ehlers eröffnete das Escatawpa Post Office im Jahre 1855.

## Söhne und Töchter der Stadt
- Matt Roberts, Gitarrist der Rockband 3 Doors Down
- Brad Arnold (* 1978), Sänger der Rockband 3 Doors Down
- Todd Harrell, Bassist der Rockband 3 Doors Down